# Gew98
Gew98（Gewehr 98、略称G98、M98）は、ドイツ帝国によって制式採用されたボルトアクション方式の小銃である。1898年から1935年までドイツ軍の制式小銃であり、第一次世界大戦の間はドイツ軍歩兵の主力小銃であった。

## 歴史
Gew98は、1890年代を通じていくつか発表されたモーゼル式小銃の最新型であった。
1895年9月9日、兄ヴィルヘルム・モーゼル技師と共にモーゼル兄弟として知られるパウル・モーゼル技師は、新型小銃の発表に先立って新しいボルトアクション構造について特許を取得している。
1898年4月5日、旧式化しつつあった制式小銃Gew88を更新する為、ドイツ小銃試験委員会(Gewehr-Prüfungskommission,G.P.K)は、モーゼル技師から提出されていた試作小銃Gew96をGew98として制式採用した。Gew98の名称は製造が始まった1898年に由来する。採用から3年後の1901年には東アジア遠征軍、海軍、また陸軍のうちプロイセン陸軍の主要な3つの軍団で初めてGew98の配備が行われており、義和団の乱末期の掃討戦が最初の実戦投入であると言われている。
1904年にはモーゼル武器製造社(Waffenfabrik Mauser)で290,000挺、その親会社であるドイツ武器弾薬製造社(Deutsche Waffen- und Munitionsfabriken,DWM)で210,000挺のGew98製造を請け負っている。
1905年、ドイツ軍の8mm(7.62mm)小銃弾として1888年以来使用されていたM/88 I弾（弾丸直径8.08mm、弾丸重量14.6g、円頭弾）が、新型銃弾M/88 IS弾（弾丸直径8.20mm、弾丸重量9.9g、尖頭弾）に更新された。
これに伴い使用弾薬の変更を行ったGew98は、改造を示す為に薬室と照門基部後方に小さな"S"の文字が刻印された。
またIS弾はI弾に比べ低伸性に優れる為、"langes Visier"（長型照準器）として知られる照門もそれに合わせ調整されたものに変更されている。

## 設計詳細
Gew98は、手動操作、弾倉供給方式のボルトアクション小銃である。全長1,250mm、銃身長740mm、重量4.09kgで、内部の弾倉に7.92mm×57弾を5発装填する。
照星はいわゆるオープンサイトで、"langes Visier"として知られるタンジェント式照門を備えていた。

### M98 ボルトアクション機構

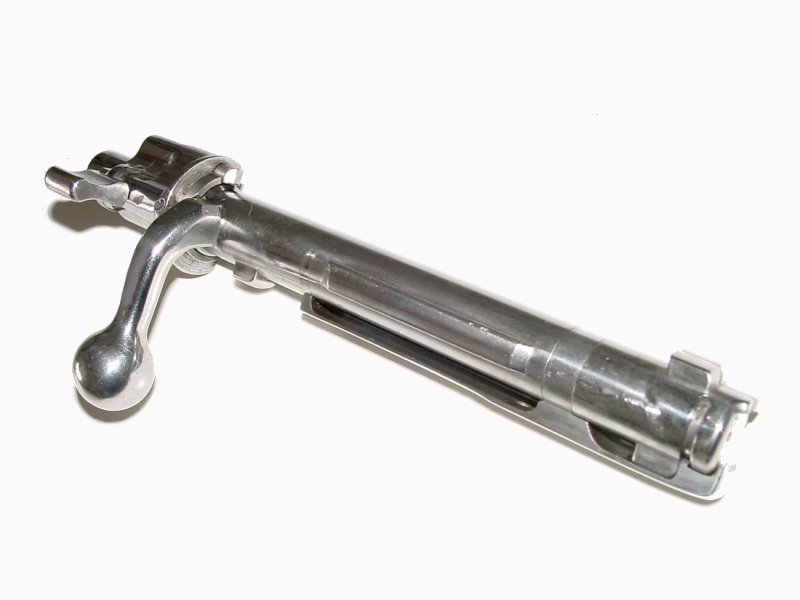
斜め前方から見たモーゼルM98のボルトグループ。騎兵銃型のボルトハンドルの右下に安全ラグ、その前にエキストラクターが見える。

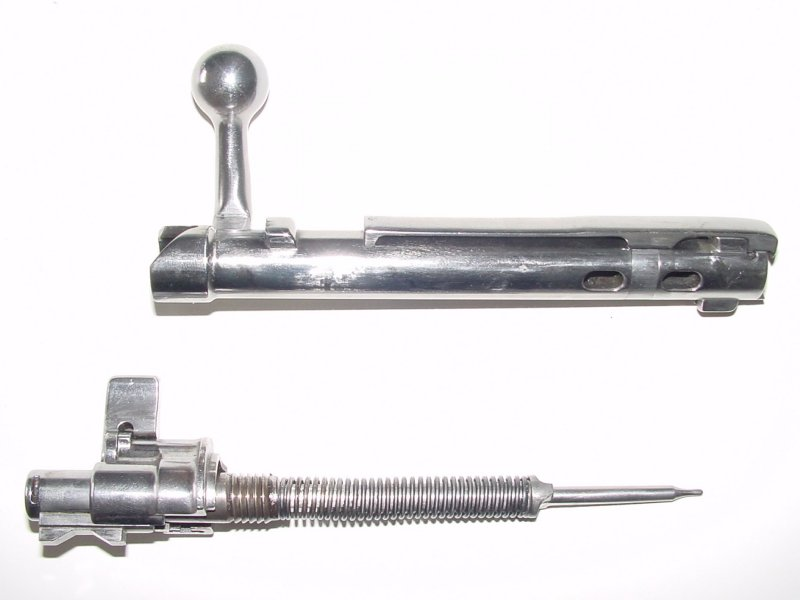
通常分解されたモーゼルM98のボルト（下面）、ユニット化された撃針と安全機構（右側面）。

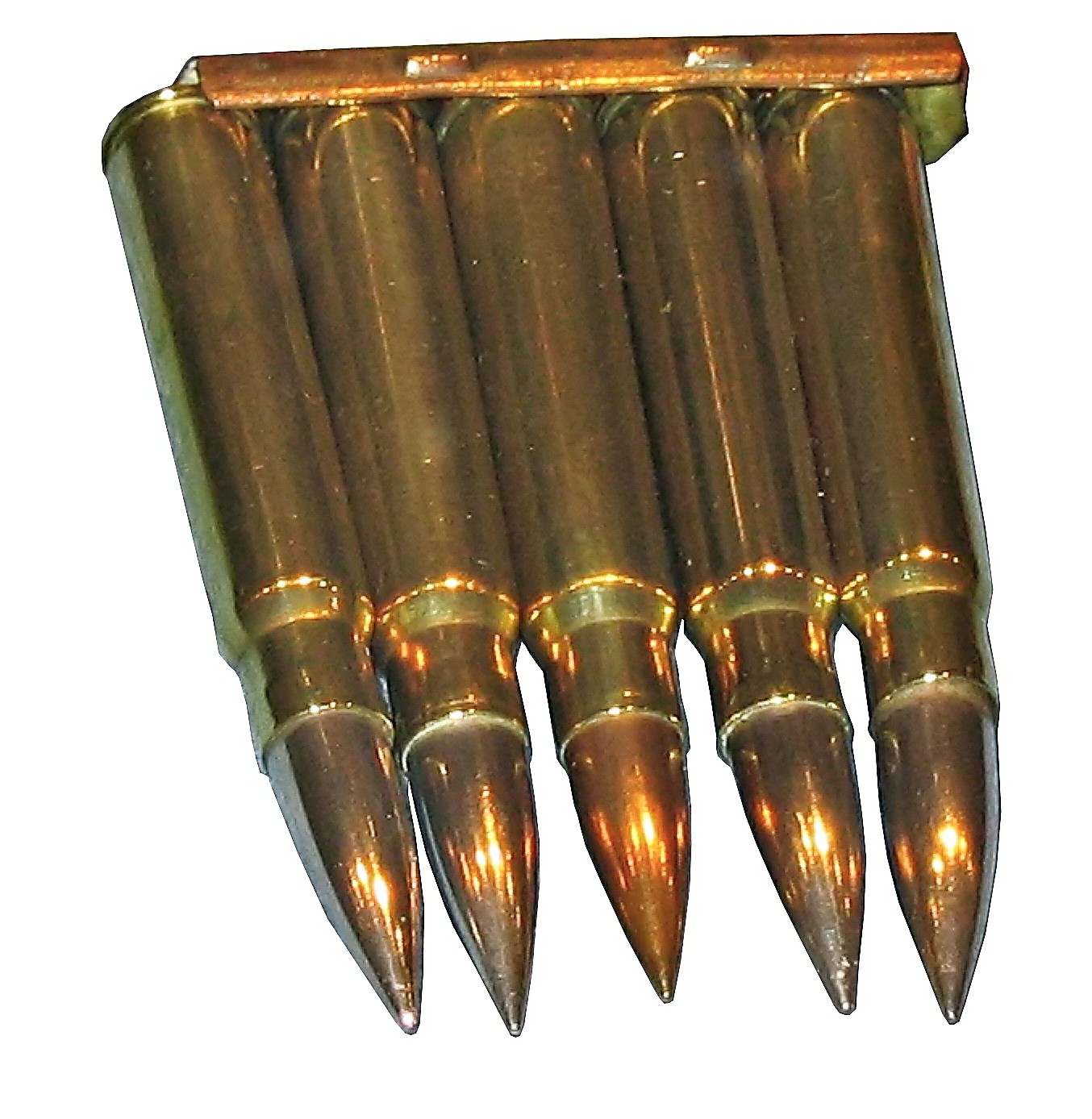
第一次世界大戦時のドイツのストリップ式クリップ、M/88 IS弾5発付き

M98ボルトアクション機構は、単純かつ強固、安全であり、最も考え抜かれた設計とされており、20世紀の間にはこの影響を受けた数多のライフルが軍用、狩猟用、スポーツ用など、用途を問わずに使用された。M98機構の欠点はその複雑さにあり、安価な大量生産に不向きな点であった。またリー・エンフィールド式など、他のボルトアクション機構は、M98機構よりもわずかに速射性に優れていたと言われる。

#### 特徴
M98ボルトアクション機構の機関部は、機構の本体部分（レシーバー）とボルトグループにより構成される。
ボルト本体には3つのロッキングラグ（閉鎖用突起）があり、2つの大きな主要ラグはボルト先頭に位置し、主要ラグの破損に備えた安全ラグはボルト後部の側面に位置する。
この安全ラグはM98機構特有のもので、以前のモーゼル式機構には見られない。主要ラグが両方とも破損した際にボルトが後方へ脱落しないように設けられているため、安全ラグは通常はレシーバー側と接触せず、余分な摩擦や不均等を予防している。機関部は安全性と強度を求めて以前のモーゼル式小銃よりも太く設計されている。ボルトハンドルはボルトと一体化しており、Gew98の場合は閉鎖状態において水平に突き出した。
M98ボルトアクション機構のもう一つの特徴は、銃弾の給弾制御メカニズム（コントロールドフィーディング）である。この仕組みではボルトを後退させると、弾倉から上がって来た銃弾の薬莢の起縁（リム）が、即座に非回転式の抽筒子（エキストラクター）によって保持され、弾倉から抜き出されて薬室に装填され、最終的に排莢されるまで保持され続ける。蹴子（エジェクター）は機関部後方に固定されている。またボルトの閉鎖機構には排莢を確実に行うためのカム作用も内蔵され、射手がボルトの閉鎖を解こうと回転させると、ボルトがわずかに後退して薬莢を薬室から引き出し、その後は射手がボルトを引き下げて排莢を行う。ボルト操作の間に小銃そのものが動かされたりしても、また銃弾を発射したかどうかにかかわらず、M98ボルトアクション機構は支障なく動作する。但し、ボルトが充分手前までしっかりと引かれなかった場合のみ、薬莢が給弾メカニズムから排出されず、弾詰まりが起こる場合がある。また銃弾を薬室へ直接挿入してからボルトを閉鎖することは考慮されていないため、新しい銃弾を補充する際には必ず、いったん弾倉へ納める必要がある。
ボルトに内蔵された撃発メカニズムのばねは、ボルトが後退する際に圧縮される（コックオンオープニング）。これを視覚的かつ触覚的に示す為、撃発メカニズムが後退した状態ではコッキングピースがボルト後部に露出する。このボルト・スリーブ・ロックと呼ばれる仕組みは以前のモーゼル式小銃には見られない。撃針の移動距離は以前のモーゼル機構よりも短縮され、射手が引鉄を操作してから撃針が薬莢の雷管を突くまでの時間（ロッキングタイム）を減らす効果があった。
使用者の頭部を雷管の吹き抜けや薬莢の破裂から保護するために、ボルトの前方下面には2つの大きなガス抜き穴が設けられ、またボルトスリーブ前部でつばのように広がったガスシールドが動作部分の特徴と言える。
動作時に何らかの支障が起きたとき、これらの安全機構が発射ガスや破片などを使用者の顔面から逸らすのである。
M98ボルトアクション機構のボルトグループは、ストローク端まで引き下げてから、レシーバー左側面のボルトストップレバーを引き上げることで、簡単に機関部から取り外せる。

### 安全装置
Gew98の安全装置は、旗安全器(フラッグセーフティ)と呼ばれる特徴的なものが、ボルト後端、コッキングピースの真上に取り付けられている。安全装置の分類上は、安全性が最も高い「撃針を固定する安全装置」となっている。旗安全器は3ポジション式で、左に倒すと撃針の固定と同時にボルトハンドルも固定され、薬室の開放も行えなくなる。上に起こすと撃針の固定が維持されたまま、ボルトハンドルの固定のみが解除される。これにより、コッキング状態から安全に薬室開放と脱包が行える。右に倒すことで安全装置が解除され、発射が行えるようになる。有坂銃(三八式歩兵銃)と異なり、ボルトが完全閉鎖位置に無くともトリガーを引くことが可能である事や、コッキング機構がコックオン・オープニング方式のため、一旦ボルトハンドルを起こした後、トリガーを引きながらゆっくりボルトハンドルを閉鎖位置へ戻すことで安全に撃針を前進させてデコッキングが完了する。
Gew98の安全装置は幾つかの利点と欠点が並存する。利点としてはボルトハンドルの固定のみ解除する中間位置を有する事により、2ポジション式に比べて安全性がより高いこと。ボルトの最上部に大きな旗安全器が位置することで他人からも安全か安全解除かの識別が容易であること。中間位置である上に起こした状態では、薬室を閉鎖しても旗安全器にリアサイトが隠れて照準が行えないため、自分自身でも安全か安全解除かの識別が容易であることであり、64式小銃の開発者の一人である伊藤眞吉は自著において、軍用銃の安全装置に求められる機能性を全て満足した理想的なものであるという趣旨の記述を行っている。但し、利点とは表裏一体の欠点もあり、ボルトの最上部に大きな旗安全器が位置する故に据銃状態での操作性は有坂銃と比べて劣っており、戦後の米国市場では操作しづらい旗安全器をより操作性の高い安全装置に改造する為の社外部品が存在した程である。また、大きなスコープをトップマウントで取り付けている場合、旗安全器によってスコープでの照準を阻害したり、スコープ本体と干渉して取り付け可能なスコープに制約を生じる場合もある。
しかしながら、Gew98の旗安全器が後世のボルトアクションの安全装置に与えた影響は極めて大きく、今日の近代的な設計のボルトアクションライフルの多くは、Gew98の旗安全器の概念を踏襲しながらも、上記の欠点を解消した3ポジション式安全装置を採用している。

### 弾薬装填
Gew98 クリップ装填

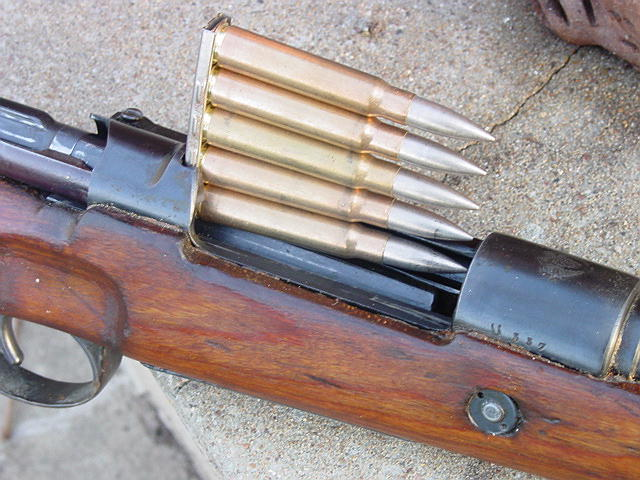
Gew98系統のクリップ装填

ボルトを後退させ、5発がまとめられたクリップをレシーバーの切り欠きにセットして、弾薬を弾倉へ押し込む。弾薬が外れたクリップを手で抜き取り、ボルトを前進させて初弾を薬室へ送り込む。クリップを使わない場合には、弾薬を一発ずつ弾倉へ押し込む。なお弾倉底板は清掃・整備のために取り外すことができる。
非公式ではあるがマガジンを使うこともできる

### トリガー
二段階トリガー（ダブルステージトリガー）を採用している。トリガーを引き絞る際、最初のストロークはごく弱いばね圧（ほぼ空走）のみで進み、抵抗を感じた所でさらに強く引くとわずかなストロークでロックが外れて撃発に至る。空走が無い一段階トリガー（シングルステージトリガー）に比べて、射手が意図したタイミングで発砲することが容易で、誤操作や射撃精度の低下を防ぎやすい。

### 照準装置
照星は三角形の山型で、保護されずむき出しの状態だった。照門はVノッチ型である。照門を搭載した照尺は、当初は山なりの弾道を描く1888年式蛋頭弾に合わせて大きくカーブした形状で、200メートルから2000メートルまで設定できた。のちに弾道が低伸する1903式尖頭弾（S弾）が採用されると、照尺もよりフラットな形状に変更された。新しい照尺は400メートルから2000メートルまで設定できたが、上下両面に目盛りが刻まれており、照尺を立てると後方からも目盛りを視認できた。

### アクセサリー

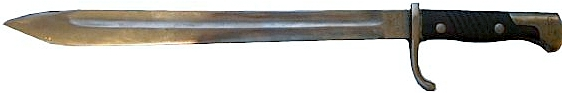
ドイツのSeitengewehr 98/05、第一次世界大戦中に使用された銃剣

本銃が支給される際には革製の負革が付属した。射手に近い側にはクイックリリース式の金具があり、銃床下面とトリガーガード前面のいずれかに装着できた。銃口に寄った側は下帯（ロワーバンド）下面のループに装着されたが、負革付属のフックを上帯（フロントバンド）下面のフックに掛けることで、負革をたるませずに引き締めることができた。第一次世界大戦が長引く間に、革不足のため、負革の素材はキャンバスに変更された。
本銃はライフルグレネードを撃つことができた。様々な取り付け方法のグレネードランチャーが第一次世界大戦の間に設計された。
Gew98は、銃剣と共に使用されるように設計された。Gew98用の銃剣は銃の上帯に設けられたレールへ装着され、このレールだけで銃剣を保持できる。その際には槊杖（クリーニングロッド）の露出部分が銃剣の柄の中へ入り込み、干渉を避けている。同銃剣は銃身先端部と結合しなくても使用できるため、鍔に銃身挿入用のリングを持たない形状の製品が一般的である。

## 派生型

### 狙撃銃
選抜された特に精度の高い個体が光学照準器を付け狙撃銃として使用された。

### Kar98a
Kar98a（Karabiner 98a）は、Gew98の文字通りの騎兵銃型として1900年代初頭に採用された。銃身長が740mmであるGew98に対して、Kar98aは600mmでKar98kと同じであり、側面の負革や曲げられたボルトハンドル等、似た特徴もある一方、銃口近くから機関部薬室付近まで覆う木被（銃身覆い）や特徴的な叉銃用金具等、異なる点も多く有していた。

### Kar98b
第一次世界大戦の敗戦と共にドイツにはヴェルサイユ条約により軍事的にも厳しい規制が課されることとなった。その下で新生ヴァイマル共和国陸軍（Reichsheer）は当初第一次世界大戦より残されたGew98を使用したが、1920年代初頭にいくつかの改良が加えられてKar98b（Karabiner 98b)として採用されることとなった。Kar98bは銃身長がGew98と同じ740mmであったが、負革が側面に付けられたことからKarabinerと呼ばれた。またほとんどのKar98bは既存のGew98を改造したものであった。

## 第一次世界大戦後のGew98

### 競技用と狩猟用
現在も民間に販売され、狩猟や競技に使用されている。また使用弾である7.92mmモーゼル弾も現在でも製造が続いている。

### ヴァイマル共和政とナチス・ドイツ

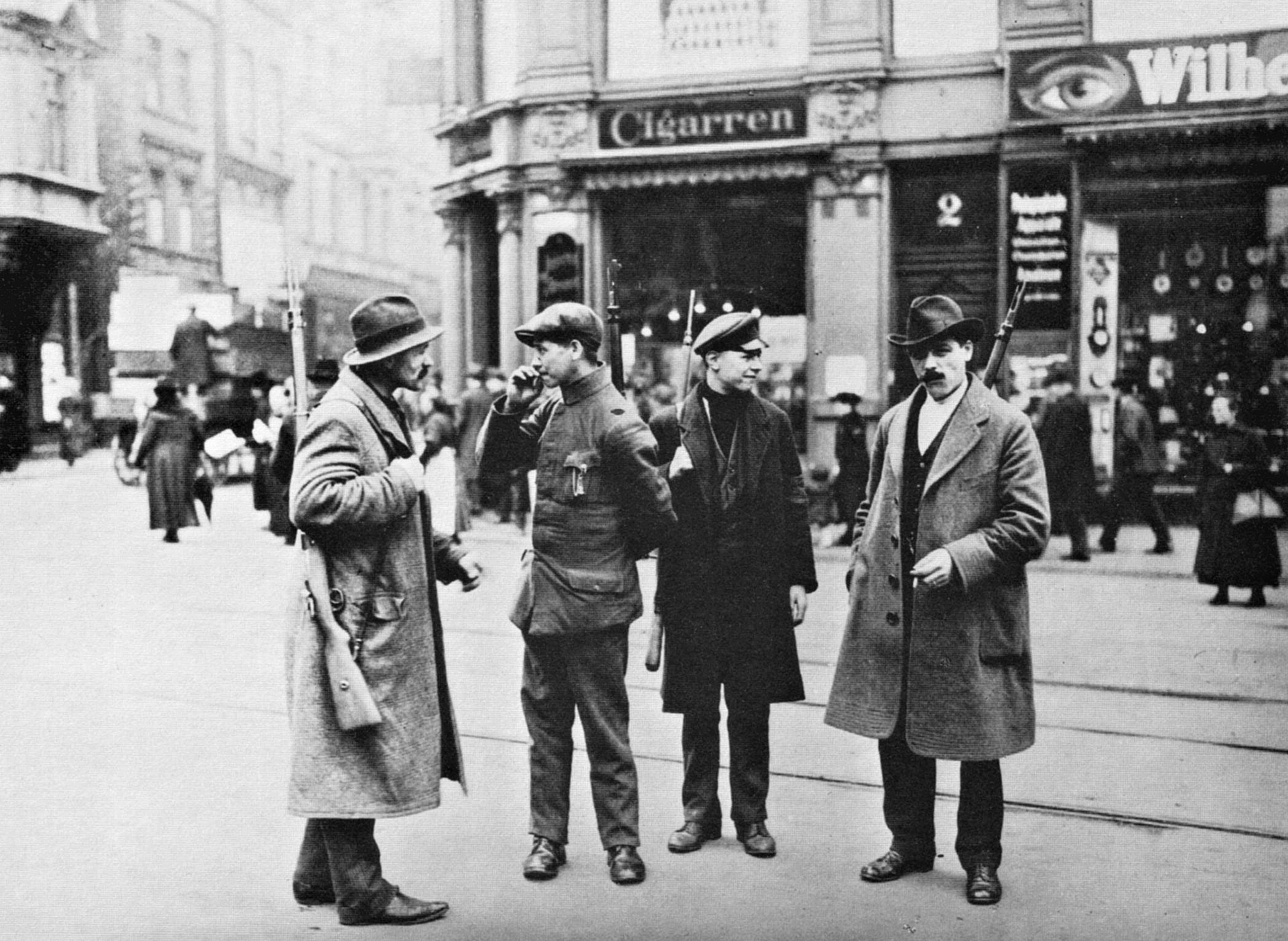
Gew98を装備したルール赤軍の兵士（1920年撮影）

第一次世界大戦の敗戦後、ヴァイマル共和政となったドイツにはヴェルサイユ条約により軍事も厳しい規制が課されることとなった。その下で新生ヴァイマル共和国陸軍は最初Gew98をそのまま使用したが、1920年代初頭にいくつかの改良が加えられてKar98bを採用されることとなった。その後Gew98の改良型がいくつか誕生した。ナチスが政権を掌握していた後、ドイツ国防軍でも使用されたが、1935年6月にKar98kを制式採用し、一部を除きkar98kに置き換えられたが、第二次世界大戦末期の深刻な武器不足を補うため再びGew98とその改良型が、主に武装親衛隊の外国人部隊や国民突撃隊に手渡され、前線へ投入された。
しかしながら、最近の文献では、第2次世界大戦期の急速な軍拡による軍団および師団の相次ぐ増設により、支給する武器の供給が追いつかなかったことから初期から大量に使用されていたことが分かってきている。フランス侵攻時の全師団のうちの12個師団、北アフリカ戦線の各師団など。

### 中国
中独合作により、国民党軍やその他の複数の軍閥に、Gew98もしくはその改良版であるモーゼルM24が輸出され、中正式歩槍としてライセンス生産された。

### イスラエル
第二次世界大戦後、イスラエル建国に際してハガナーはヨーロッパ各国の武器取扱筋から、かなりの数のKar98kを入手した。これらの幾分かは、改造されたGew98だった（ドイツ帝国印は別として、他のすべてのイスラエルのモーゼルと、そのライフルは同じだった）。1958年に7.62mm NATO弾がイスラエルの規格として採用された後に、他のイスラエルのモーゼルのように、これらのライフルのほとんどは7.62mm NATO弾のために銃身交換された。

## 使用国
- アルゼンチン
- ベルギー
- ブラジル
- ブルガリア
- チリ
- チェコスロバキア
- ドイツ帝国
  -  ドイツ国
  -  ドイツ国
- イラン
- オスマン帝国
- ポーランド
- 中華民国
- スペイン
- メキシコ
- ノルウェー
- ウルグアイ

## 登場作品

### 漫画・アニメ
『進撃の巨人』
マーレ軍制式小銃として登場する他、マーレ軍と交戦していた中東連合も同じものを使用している。また、パラディ島エルディア新政権軍においてもマーレ軍より鹵獲したものが用いられている。
なお、マーレ軍ではGew88も用いられており、作中に挿入される設定解説（「現在公開可能な情報」）において「マーレ軍正式採用ライフル」として紹介されているものはそちらである。

### ゲーム
『The Saboteur』
「Steiner Rifle」の名称で登場するほか、スコープを取り付けた狙撃銃型が「Scoped Steiner」の名称で登場する。両者ともにナチス兵士が使用する。
『バトルフィールド1』
「Gewehr98」の名称で登場。

### 映画
『キング・コング』
　船員の使用する銃の一つに「Gew98」が登場する。